# Onagrodes obscurata
Onagrodes obscurata là một loài bướm đêm trong họ Geometridae.